# محمدعلی عبدالله‌زاده
محمدعلی عبدالله‌زاده نمایندهٔ دورهٔ نهم مجلس شورای اسلامی و عضو کمیسیون برنامه و بودجه و محاسبات مجلس شورای اسلامی از حوزهٔ انتخابیهٔ فردوس، طبس، سرایان و بشرویه بود.
وی در حال حاضر، معاونت حقوقی و امور مجلس صدا سیما را بر عهده دارد.